# Johann Carl Gehler

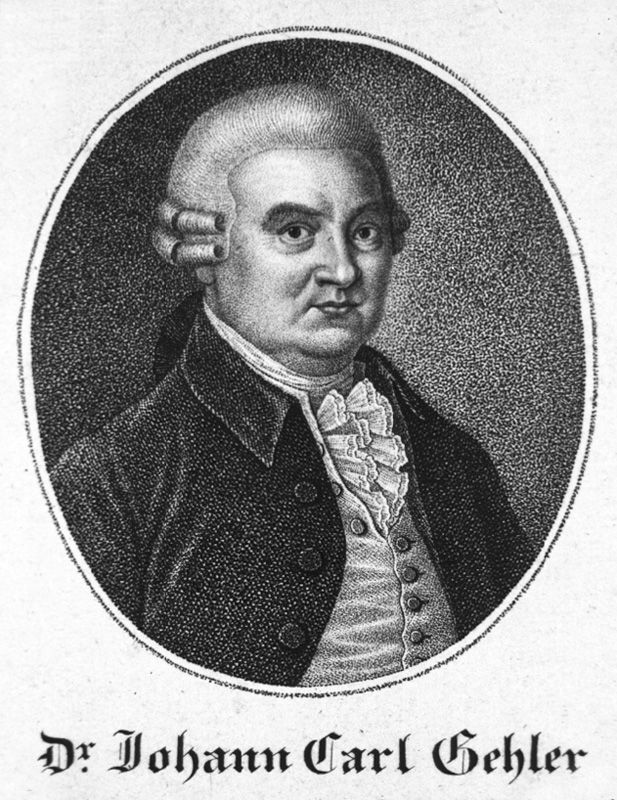
Johann Carl Gehler.

Johann Carl Gehler (Görlitz, 17 maggio 1732 – 6 maggio 1796) è stato un mineralogista e anatomista tedesco.

## Biografia
Nacque il 17 maggio 1732 a Görlitz, Gehler studiò medicina dal 1751 al 1758 presso l'Università di Lipsia, dove fu allievo del medico e botanico Christian Gottlieb Ludwig. Mentre fu uno studente a Lipsia, favorì il suo interesse per le scienze naturali, pubblicando il trattato mineralogico, De characteribus fossilium externis (1757). Dopo la laurea, continul la sua formazione studiando mineralogia a Freiberg e ostetricia a Strasburgo come studente di Johann Jakob Fried (1689-1769).
Dopo il suo ritorno a Lipsia, prestò servizio come docente di mineralogia e, nel frattempo, fu medico, di cui si specializzò in ostetrica. Nel 1763 fu nominato professore associato di botanica all'università. Successivamente a Lipsia occupò la cattedra di fisiologia (1773-1781), anatomia e chirurgia (1781-1784), patologia (1784-1789) e terapia (1789-1796). Dal 1789 al 1796, prestl servizio come preside della facoltà di medicina. Era un membro della Ökonomischen Gesellschaft.

## Opere principali
- De characteribus fossilium externis, Leipzig 1757;  successivamente tradotto in tedesco da Abraham Gottlob Werner come Abhandlung über die äußeren Kennzeichen der Fossilien (1774).[3]
- Herrn Anton Baumé. Erläuterte Experimental-Chemie Leipzig 1775.
- De fossilium physiognomiis, Leipzig 1786.
- Kleine Schriften, die Entbindungskunst betreffend, Leipzig 1798 (a cura dopo la sua morte da Karl Gottlob Kühn).